# Branko Damljanovic
Branko Damljanović é um grande mestre de xadrez internacional desde 1989. Nascido na Sérvia, ganhou em 1979 o campeonato de jovens da extinta Iugoslávia.